# پودموکلی (ناحیه روکیتسانی)
پودموکلی (به چکی: Podmokly) یک منطقهٔ مسکونی در جمهوری چک است که در ناحیه روکیتسانی واقع شده‌است. پودموکلی ۸٫۶۲ کیلومتر مربع مساحت و ۲۵۰ نفر جمعیت دارد و ۳۹۸ متر بالاتر از سطح دریا واقع شده‌است.